# 예천 천향리 석송령
예천 천향리 석송령(醴泉 泉香里 石松靈)은 대한민국 경상북도 예천군 감천면 천향리에 있는 소나무이다. 석송령(石松靈)이란 이름을 갖고 있으며, 대한민국의 천연기념물 294호로 지정되어 있다.

## 설화
석송령이 위치한 주변 마을에 전해지는 이야기에 의하면 약 600년 전 경북 풍기 지방에 큰 홍수가 났을 때 현재 석송령이 있는 마을을 흐르는 석간천을 따라 떠내려오던 소나무를 마을을 지나던 나그네가 건져서 현재 자리에 심은 것이라고 한다.
1930년 마을주민 이수목(李秀睦)이 이 나무에서 영감을 느끼게 되어 석송령이란 이름을 지어 주고 자신 소유 토지 6,600m²를 이 나무에 상속시켜 문서 등기를 마치면서, 재산을 가진 나무가 되었고, 세금을 내게 되었다.

## 풍습
매년 정월보름날 새벽에 마을주민들은 이 나무 아래에서 동제를 올려 한해의 평안을 비는데 사람들은 이 나무가 동리를 수호해 주고 있다는 것을 굳게 믿고 있다. 동제가 끝나면 마을사람들은 막걸리를 들고 이 나무의 주변을 돌면서 술을 땅에 뿌린다. 소나무는 막걸리의 효과를 얻어 더욱 씩씩하게 자라는 것으로 믿고 있다.

## 장학 사업
예천군에서는 석송령의 소유 토지를 경작하는 사람들로부터 받은 소작료를 금융기관에 저축하고 있으며, 박정희 대통령이 증여한 500만원을 보태어, 해마다 선정된 학생들에게 장학금을 지급하고 있다.

## 같이 보기
- 예천 금남리 황목근

## 참고자료
- 고규홍 (2012년 12월 26일). 《고규홍의 한국의 나무 특강》. Humanist. 137~147쪽. ISBN 978-89-5862-549-0.